# العهدة النبوية في دير سانت كاترين
العهدة النبوية في دير سانت كاترين، المعروفة أيضًا باسم أشتينامي من محمد (اشتونامة هي كلمة فارسية تعني "كتاب السلام")،  هو مستند يمثل ميثاقًا يفترض أن كاتبه علي بن أبي طالب وصادق عليه النبي محمد منح الحماية والامتيازات الأخرى للرهبان المسيحيين في دير سانت كاترين. العهدة مختومة ببصمة تمثل يد النبي.

## الوثيقة

### جزء من نص العهدة
هذا كتاب كتبه محمد بن عبد الله إلى كافة الناس أجمعين بشيراً ونذيراً ومؤتمناً على وديعة الله في خلقه لئلا يكون للناس على الله حجة بعد الرسل وكان الله عزيزاً حكيماً،كتبه لأهل ملته ولجميع من ينتحل دين النصرانية من مشارق الأرض ومغاربها قريبها وبعيدها، فصيحها وعجميها، معروفها ومجهولها.. كتاباً جعله لهم عهداً فمن نكث العهد الذي فيه وخالفه إلى غيره وتعدى ما أمره كان لعهد الله ناكثاً ولميثاقه ناقضاً وبدينه مستهزئاً وللّعنة مستوجباً سلطاناً كان أو غيره من المسلمين المؤمنين.
لا يغير أسقف من أسقفيته ولا راهب من رهبانيته ولا حبيس من صومعته ولا سايح من سياحته ولا يهدم بيت من بيوت كنائسهم وبيعهم، ولا يدخل شئ من بناء كنايسهم في بناء مسجد، ولا في منازل المسلمين. فمن فعل شئ من ذلك فقد نكث عهد الله وخالف رسوله ولا يحمل على الرهبان والأساقفة ولا من يتعبد جزيةً ولا غرامة وأنا أحفظ ذمتهم أين ما كانوا من بر أو بحر في المشرق والمغرب والشمال والجنوب وهم في ذمتي وميثاقي وأماني من كل مكروه".

## التاريخ
وفقًا لتقليد الرهبان، كان النبي يتردد على الدير ويقيم علاقات ومناقشات كبيرة مع آباء سيناء.
يتم عرض العديد من النسخ التاريخية المعتمدة في مكتبة سانت كاترين، وبعضها يشهد عليه قضاة مسلمون لتأكيد الأصالة التاريخية. يدعي الرهبان أنه خلال الفتح العثماني لمصر في الحرب العثمانية المملوكية (1516–1517)، استولى الجنود العثمانيون على الوثيقة الأصلية من الدير ونقلوها إلى قصر السلطان سليم الأول في اسطنبول لحفظها. ثم تم عمل نسخة لتعويض خسارة النسخة الأصلية في الدير. كما يبدو أنه تم تجديد الميثاق في ظل الحكام الجدد، كما توحي وثائق أخرى في الأرشيف. تم الإبلاغ عن التقاليد حول التسامح تجاه الدير في الوثائق الحكومية الصادرة في القاهرة وخلال فترة الحكم العثماني (1517-1798)، أعاد باشا مصر سنويًا التأكيد على حماية الدير.
في عام 1916، نشر نعوم شقير النص العربي للوثيقة في كتابه تاريخ سيناء القديم و الحديث. نُشر النص العربي مع ترجمته الألمانية للمرة الثانية في عام 1918 في كتاب بيرنهارد موريتز مساهمات في تاريخ دير سيناء (Beiträge zur Geschichte des Sinai-Klosters).
يمثل كتاب الوصية والاتفاقيات بين محمد وعباد العقيدة المسيحية، والذي نشره جبرائيل الصهيوني باللغتين العربية واللاتينية في عام 1630، عهدًا مبرمًا بين محمد ومسيحيي العالم. وليست نسخة من العهدة النبوية.
كانت أصول العهدة موضوعًا لعدد من التقاليد المختلفة، وأشهرها روايات الرحالة الأوروبيين الذين زاروا الدير. ومن بين هؤلاء المؤلفين الفرنسي جريفين أفاغارت (المتوفى عام 1557)، والفرنسي جان دي تيفنو (توفي عام 1667) والأسقف الإنجليزي ريتشارد بيكوك،  الذي ضمّن ترجمة إنجليزية للنص.

## الأصالة
اختلف العلماء على صحة الوثيقة، فقد ذهب باحثون أمثال فرانسيسكوس كوارسميوس، وبالتازار دي مونكونيز، وقرة مصطفى باشا إلى القول بصحة العهدة النبوية. مستندين على أن هناك أوجه تشابه مع الوثائق الأخرى الممنوحة للجماعات الدينية الأخرى في الشرق الأدنى. أحد الأمثلة على ذلك هو عهدة النبي لنصارى نجران، والتي ظهرت نسختها لأول مرة عام 878 في أحد الأديرة في العراق وتم حفظ نصها في حوليات سعرد.
في حين أن قسما آخر من العلماء رفض التسليم بصحة الوثيقة. ففي بداية القرن العشرين، خلص برنارد موريتز إلى أن: "من الواضح استحالة أصالة هذه الوثيقة. التاريخ والأسلوب والمحتوى كلها تثبت عدم أصالتها."  يشير أميدو ساني إلى عدم وجود مخطوطات، إسلامية أو غير ذلك، ترجع إلى ما قبل القرن السادس عشر،  وقد شكك الدكتور مباشر حسين في صحة الوثيقة على أساس حقيقة أنها تحتوي على طابع يد يُزعم أنه ينتمي ليد النبي، ولكنه بدلاً من إظهار الجزء الداخلي من اليد كما هو متوقع، "يُظهر بشكل مدهش الجانب الخارجي من اليد، وهو أمر ممكن فقط إذا تم التقاطه باستخدام الكاميرا!" علاوة على ذلك، يدعي أن "العديد من التعبيرات اللغوية المستخدمة في هذا العهد" تختلف عن "العبارات النبوية المحفوظة في مجموعات الأحاديث الصحيحة".
ويمكن تلخيص أهم الاعتراضات على الوثيقة في:
1. أن لغة العهدة تختلف عن لغة عصر النبي ففيها من التراكيب والألفاظ ما لم يكن مألوفا في ذلك العصر.
2. أنها مؤرخة في السنة الثانية للهجرة مع أن الهجرة لم يؤرّخ لها إلا في السنة الثامنة عشرة أي بعد وفاة النبي بسبع سنين. فضلا عن أن بعض الشهود المذكورين في ذيل العهدة كأبي هريرة وأبي الدردآء لم يكونوا قد أسلموا في السنة الثانية للهجرة.
3. أن مؤرخي الإسلام الذين أحصوا كل قول أو أثر للنبي لم يذكروا هذه العهدة ولا أتوا بأقل إشارة تدل عليها.

## التأثير الحديث
جادل البعض بأن العهدة مصدر لبناء الجسور بين المسلمين والمسيحيين. على سبيل المثال، في عام 2009، في صفحات الواشنطن بوست، قام مقتدر خان  بترجمة الوثيقة بالكامل، بحجة أن
في عام 2018، استشهد الحكم القانوني النهائي في قضية آسيا بيبي الباكستانية بالعهدة وقال إن أحد متهمي نورين انتهك العهدة النبوية، وهو "العهد الذي قطعه النبي محمد مع المسيحيين في القرن السابع ولكنه لا يزال ساري المفعول حتى اليوم". في عام 2019، استشهد عمران خان، رئيس وزراء باكستان، بالعهدة في خطاب ألقاه في القمة العالمية للحكومات.

### اقتباسات
1. ↑  Dehghani, Mohammad: 'Āshtīnāmeh' va 'Tovāreh', do loghat-e mahjur-e Fārsi dar kuh-e sinā نسخة محفوظة August 11, 2014, على موقع واي باك مشين.. in 'Ayandeh' magazine. 1368 Hš. p. 584.
2. 1 2 3 4 5 6 7  Ratliff, "The monastery of Saint Catherine at Mount Sinai and the Christian communities of the Caliphate."
3. ↑  "Mohammed and the Holy Monastery of Sinai". مؤرشف من الأصل في 2013-11-13. اطلع عليه بتاريخ 2013-09-09.
4. ↑  Lafontaine-Dosogne, "Le Monastère du Sinaï: creuset de culture chrétiene (Xe-XIIIe siècle)", p. 105.
5. ↑  Atiya, "The Monastery of St. Catherine and the Mount Sinai Expedition". p. 578.
6. ↑  Morrow، John Andrew (2021). The Islamic Interfaith Initiative: no fear shall be upon them. Newcastle-upon-Tyne. ص. 335. ISBN:978-1-5275-7482-3. OCLC:1277138744. مؤرشف من الأصل في 2023-02-19.{{استشهاد بكتاب}}:  صيانة الاستشهاد: مكان بدون ناشر (link)
7. ↑  "Dr. John Andrew Morrow". Muhammad (pbuh) - Prophet of Islam. 27 يناير 2015. مؤرشف من الأصل في 2022-10-13. اطلع عليه بتاريخ 2022-10-09.
8. ↑  Ratliff, "The monastery of Saint Catherine at Mount Sinai and the Christian communities of the Caliphate", note 9.
9. ↑  Moritz, Bernhard. (1918).
10. ↑  Sanni. (2015), "The Covenants of the Prophet Muḥammad with the Christians of the World", Journal of Muslim Minority Affairs, DOI: 10.1080/13602004.2015.1112122, p. 2.
11. ↑  Mubasher, "John Andrew Morrow.
12. 1 2  Khan، Muqtedar (30 ديسمبر 2009)، "Muhammad's promise to Christians"، واشنطن بوست، مؤرشف من الأصل في 2010-01-18، اطلع عليه بتاريخ 2012-12-01
13. ↑  Asif Aqeel (31 Oct 2018). "Pakistan Frees Asia Bibi from Blasphemy Death Sentence" (بالإنجليزية). كريستيانتي تودي. Archived from the original on 2023-01-23. Retrieved 2018-10-31.
14. ↑  Insaf.pk (22 ديسمبر 2018). "PM Imran Khan Speech at 100 Days Performance of Punjab government" (بالأوردية). مؤرشف من الأصل في 2019-04-08. اطلع عليه بتاريخ 2018-12-23.